# 开姆尼茨行政区
开姆尼茨行政区（Regierungsbezirk Chemnitz）是德国萨克森州曾经的3个行政区之一，存在于1991年至2008年，位于该州的西部，首府开姆尼茨。2008年8月1日，该行政区改组为开姆尼茨管区，后者于2012年3月撤销。

## 行政区划
开姆尼茨行政区下设9个县：
1. 安娜贝格县（Landkreis Annaberg），首府安娜贝格-布赫霍尔茨（Annaberg-Buchholz）
2. 奥厄-施瓦岑贝格县（Landkreis Aue-Schwarzenberg），首府奥厄（Aue）
3. 开姆尼茨地区县（Landkreis Chemnitzer Land），首府格劳豪（Glauchau）
4. 弗赖贝格县（Landkreis Freiberg），首府弗赖贝格（Freiberg）
5. 中厄尔士山县（Mittlere Erzgebirgskreis），首府马林贝格（Marienberg）
6. 米特韦达县（Landkreis Mittweida），首府米特韦达（Mittweida）
7. 施托尔贝格县（Landkreis Stollberg），首府施托尔贝格（Stollberg）
8. 福格特兰县（Vogtlandkreis），首府普劳恩（Plauen）
9. 茨维考地区县（Landkreis Zwickauer Land），首府韦尔道（Werdau）

开姆尼茨行政区下设3个直辖市：
1. 开姆尼茨市（Chemnitz）
2. 普劳恩市（Plauen，至2008年8月31日）
3. 茨维考市（Zwickau，至2008年12月31日）